# Maula
Maula es un tango cuya letra pertenece a Víctor Soliño en tanto que la música es de Adolfo Mondino. El título alude a una persona cobarde.
En 1955 Nina Miranda le dio un gran éxito al cantarlo acompañada por Graciano Gómez en el bandoneón.